# Józef Maksymilian Staniewski
Józef Maksymilian Staniewski (ur. 1795, zm. 1871) – duchowny katolicki, dominikanin. Od 27 września 1858 biskup pomocniczy mohylewski i biskup tytularny Plataea. Od 1869 także administrator archidiecezji. Był zwolennikiem polityki rusyfikacyjnej prowadzonej przez władze carskie.